# Iván Cherkásov
Iván Antónovich Cherkásov (6 de febrero de 1692 - 30 de octubre de 1758) fue un político ruso, consejero privado, secretario del gabinete de Pedro I, Catalina I e Isabel I. De él surge la rama de barones Cherkásov.

## Biografía

### Orígenes
Iván Cherkásov nació en la familia de Antón Románovich, apodado "el Ganso" (Гусь). Sobre su padre, según el documento que elevaba a Iván a la baronía, se dice que había nacido en la localidad de Sosnitsa de la Pequeña Rusia, que fue educado en Rusia y era llamado Cherkásov, y que había servido como striapchi en casa de un prelado de Tambov y que desde los años 1710 era monje en el Monasterio de las Cuevas de Kiev, donde falleció. Así, en contra de la opinión general, el padre de Iván Cherkásov ya llevaba este apellido, que tiene origen en el etnónimo cherkas (черкас), utilizado en Rusia para referirse a los pueblos circasianos y también a los ucranianos.

### Inicio del servicio
Con trece años, en 1705, Cherkásov servía como podiachi del prikaz de las isbas de Vladímir. Sirvió en Kozlov, los Altos de Bézhetsk y en Úglich, junto al príncipe Grigori Volkonski. En 1710 fue trasladado como podiachi a la oficina del gobierno en Arcángel. En 1711 fue trasladado a Moscú, trabajando como podiachi de la Armería. Llegaría a San Petersburgo en 1712, donde comenzó a servir a Alekséi Makárov, secretario del gabinete de Pedro I. En esta calidad, viajó en el séquito del zar en sus viajes por Rusia, ejerciendo las obligaciones de cuartel maestre. En 1717, viajó con el zar a las Provincias Unidas y Francia. Poco a poco se convirtió en uno de los hombres de confianza de Pedro I, acompañándole asimismo en su campaña persa de 1722-23. Por este servicio fue recompensado en 1723 con varias aldeas con 280 siervos campesinos.
Tras la muerte de Pedro el Grande, Cherkásov conservó su posición durante el reinado de Catalina I, cuya confianza gozaba. El 24 de noviembre (5 de diciembre) de 1725 fue nombrado secretario privado del gabinete. Próximo a los Bestúzhev, se hallaba en el bando de los adversarios de Ménshikov.

### Caída
Tras el ascenso al trono de Pedro II, la posición de Ménshikov se hizo aún más fuerte. Uno de los resultados, fue que se ordenara a Cherkásov trasladarse a Moscú el 30 de junio (11 de julio) de 1727. Más tarde, tras la caída de Ménshikov, la posición de Cherkásov tampoco mejoró: por decisión del Consejo Privado Supremo, fue enviado como oberinspektor a Arcángel, y poco después estuvo envuelto en el asunto de la princesa Agrafena Volkónskaya y otros miembros del círculo de los Bestúzhev. El 13 (24) de mayo de 1728 Cherkásov sería interrogado en una reunión del Consejo Privado Supremo. Aunuque no se habían hallado pruebas concluyentes o serias contra él, Cherkásov fue exiliado a Astracán, donde se hallaba en el momento del golpe de Elizaveta Petrovna.

### Elevación bajo Isabel I
Isabel I fue benevolente con los compañeros de su padre. Llamó a Cherkásov del exilio de vuelta a San Petersburgo y el 29 de noviembre (10 de diciembre) fue designado consejero privado. Con el restablecimiento de la oficina personal del emperador, la Oficina de Su Majestad Imperial, creada por Pedro I, a Cherkásov se le encargó la gestión de sus asuntos, pasando a ocupar una posición cada vez más importante en la corte, no sólo como secretario del gabinete, sino como amigo íntimo de la emperatriz. Por las manos de Cherkásov pasaban todos los asuntos, desde los más importantes a los insignificantes (hasta del suministro de uvas al palacio). La emperatriz le recompensó de manera muy generosa el 25 de abril (6 de mayo) de 1742, día de la coronación de la zarina, elevándole a la condición de barón y concediéndole las localidades del uyezd de Dorogobuzh de la gobernación de Smolensk en 1744 y concediéndole el estatus de consejero privado.
Interesada en la producción de porcelana en Rusia, la zarina encargó a Cherkásov la creación y supervisión de la Fábrica Imperial de Porcelana de San Petersburgo.
Siendo el décimo en el escalafón de altos dignatarios del Imperio ruso participó en las discusiones acerca cuestión pruso-sajona de la Guerra de Sucesión Austríaca. El 27 de agosto (7 de septiembre) de 1747 por altísimo decreto fue convocado a la sesión del Colegio de Asuntos Extranjeros para debatir sobre la posición del Imperio en Persia.
La correspondencia de Cherkásov con el conde Nikita Panin y otras personalidades fueron publicadas en  Istorícheski véstnik (1880, T. 1) y en Ruski Arjiv (1882, T. II).

## Familia
De su matrimonio con Yelena Ivánovna, nacida Topilskaya, nacieron cuatro hijos:
- Aleksandr (1728—1788), presidente del Colegio de Médicos, consejero privado.
- Iván (1732—1811), vicealmirante.
- Yekaterina, esposa de Yevgraf Tatíshchev, hijo mayor de Vasili Tatíshchev.
- Piotr, esposo de Yelizaveta Nikoláyevna Zherebtsova